# A Esperança Vive
A Esperança Vive é o décimo álbum de estúdio da cantora brasileira Ludmila Ferber, lançado em junho de 2009 pela gravadora Kairós Music. Diferentemente dos demais trabalhos da série Adoração Profética, A Esperança Vive foi gravado em estúdio e trouxe a participação de Fernanda Brum. É o sexto disco da Adoração Profética.

## Faixas
1. "Pedras"
2. "Os matadores da unção"
3. "Um novo tempo"
4. "A esperança vive"
5. "As feridas vão sarar"
6. "Os sonhos voltaram"(Participação Fernanda Brum)
7. "O Teu amor tem feito"
8. "Quero voltar"
9. "Eu amo Adorar"
10. "Te adorar"
11. "Não temas"
12. "Nada me faltará"